# OpenELEC
OpenELEC (também conhecido como Open Embedded Linux Entertainment Center) é uma distribuição Linux projetado para PCs de home theater e com base no Kodi (anteriormente XBMC). O OpenELEC se aplica o princípio do "JeOS". Ele é projetado para consumir relativamente poucos recursos e usar rapidamente a memória flash.